# Офісні меблі
Офі́сні меблі́ — основна функціональна складова робочого інтер'єру. Меблі для офісу призначені для покращення роботи офісних та адміністративних робітників. Застосування спеціальних офісних меблів дозволяє поліпшити швидкість, спростити і зробити ефективнішою працю службовців.

## Історія
Офісні меблі користувалася величезною популярністю ще за часів Стародавнього Єгипту. Вони мало чим нагадують сучасні типи, але зате були призначені безпосередньо для зберігання канцелярського приладдя, складання державних указів і зберігання архіву рукописів.
Історично, меблі для офісу вироблялися з каменю і слонової кістки. Рідко застосовувався ліванський кедр і дуб. Наприклад, крісла представляли собою каркас, виточений з цілісного шматка каменю. Їх прикрашали візерунками з золота і слонової кістки. Такі меблі призначалася тільки для фараонів, жерців і державних чиновників. Як сидіння використовувалася м'яка подушка, набита кінським волосом.
Єгипетські меблі відрізнялася своєю витонченістю та неповторним зовнішнім виглядом. Стародавні греки пішли трохи далі й почали використовувати при виробництві меблів дешевші та легші в обробці матеріали: ліщина та серцевина оливкових дерев. Застосування цих матеріалів дозволило забезпечити якісними та зручними офісними меблями весь державний апарат. Перші письмові столи з вбудованими полицями з'явилися, в XIII столітті в Італії. Це нововведення значно спростило роботу службовців за рахунок того, що все необхідне завжди було під рукою. З часом офісні меблі стали приймати все більш звичний і визнаний вид. Меблеві майстри відмовилися від химерності і витонченості. Велика увага стала приділятися зручності і простоті у використанні.
У даний час існує величезна кількість інтер'єрних стилів і їх комбінацій. На сьогодні стиль, в якому буде виконано офісний інтер'єр, залежить від уподобань споживача і його матеріальних можливостей. Основними стилями офісного інтер'єра є: ар-деко, бароко, модерн, ампір, хай-тек, мінімалізм, конструктивізм, ф'южн і еклектика.
Класичні стилі офісного інтер'єру (ар-деко, бароко, модерн, ампір і ін) використовують при оформленні офісів компаній, діяльність яких передбачає наявність елегантної і суворої обстановки. Класика завжди актуальна і асоціюється з діловим консерватизмом і добротною респектабельністю. Класичний стиль оформлення офісного інтер'єру не тільки підкреслює соціальну значимість і високий фінансовий статус компанії, але і лідирує за рівнем бюджетних витрат. Кожна одиниця меблів у класичному інтер'єрі унікальна і виготовляється переважно з цінних порід деревини. Кабінет керівника, виконаний у класичному стилі, підкреслює високий статус власника і виконує представницькі функції.

## Сучасність

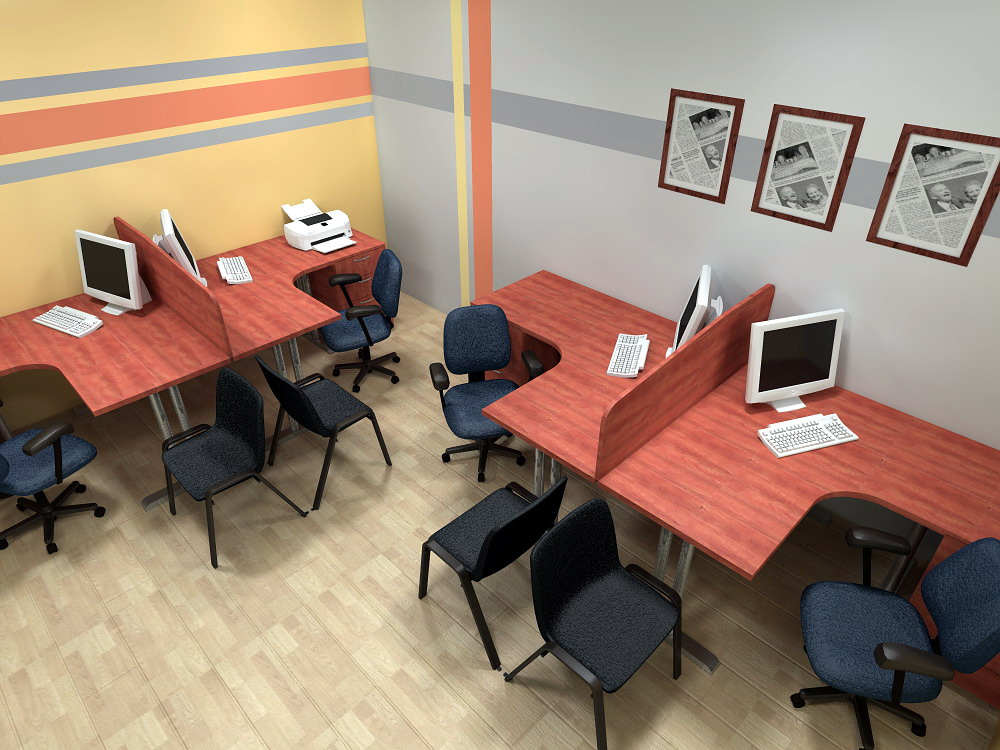
Дизайн-проект

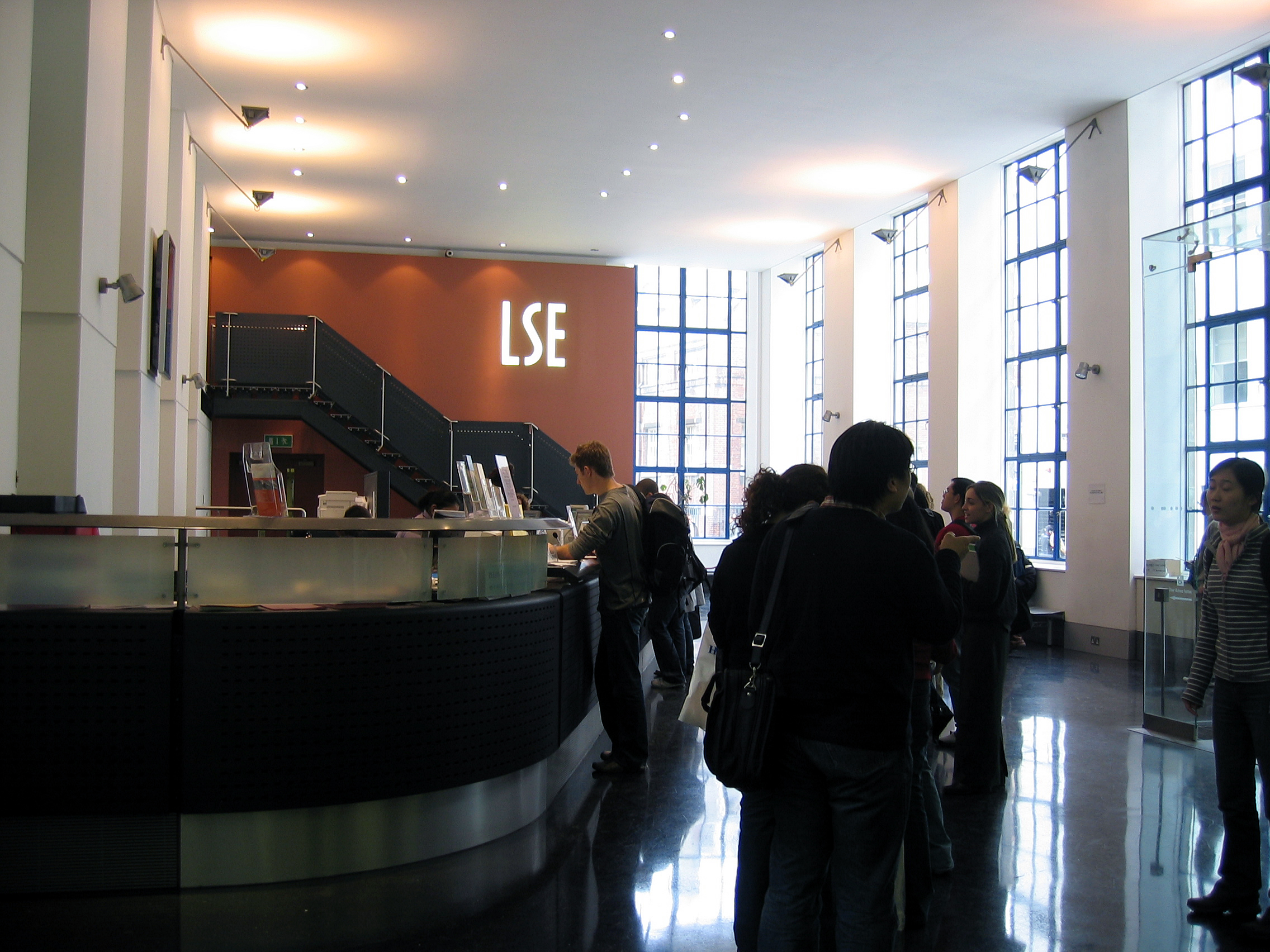
Стійка ресепшн

Сучасні стилі офісного інтер'єру (хай-тек, мінімалізм, конструктивізм та ін) є оптимальним напрямом для оформлення офісу молодої незалежної компанії, керівництво якої вітає нестандартний дизайн, нові технології та зухвалі рішення. Сучасний стиль сьогодні найрозповсюдженіший, тому що не тільки повністю відображає модні інтер'єрні тенденції, але і відрізняється відносно невисокими цінами. Офісні меблі в мінімалістському стилі — комфортні, практичні і універсальні. У ній відсутні декоративні «надмірності», що притаманні класиці, а основним матеріалом виступає скло, пластик і хромовані деталі. Сучасний офісний інтер'єр може бути оформлений у космічному, футуристичному і будь-якому іншому напрямку, а в ролі візуального акценту як правило виступають інсталяції в стилі поп-арт.
Ф'южн і еклектика перетворюють офісний простір в інтер'єрну зону, в якій стерті всі стилістичні рамки. Шляхом змішування різних дизайнерських напрямків, ці стилі покликані підкреслити унікальність інтер'єрного проекту. Візуальний стилістичний хаос насправді таким не є, тому що підкоряється законам комбінування і змішування окремих елементів інтер'єру, що належать різним оформлювальним тенденціям. Ф'южн і еклектика потребують делікатного поводження, бо у протилежному випадку висока естетика легко перетвориться на несмак.